# Георги Иванов – Гонзо
Вижте пояснителната страница за други личности с името Георги Иванов.
Георги Александров Иванов – Гонзо е български футболист, треньор и президент на Българския футболен съюз. Футболист № 1 на България за 2000 и 2001 г. и голмайстор на българското първенство през сезон 2000/01 г. На 15 март 2024 г. на извънреден конгрес на Българския футболен съюз печели изборите за президент и оглавява футболната централа.

## Биография
Роден е на 2 юли 1976 г. в Пловдив, България. Син е на Александър Иванов – легенда на „Ботев (Пловдив)“. Започва кариерата си в „Локомотив (Пловдив)“, за кратко играе в „Армеец (Пловдив)“, но не след дълго е забелязан от софийския „Левски“ и е привлечен по настояване на тогавашния треньор на „сините“ Стефан Грозданов през 1997 г. Първият мач на Гонзо е на 27 февруари 1993 г. между ФК „Хасково“ и „Локомотив (Пловдив)“, който завършва 2:0. Като футболист на „Локомотив“ той има 64 мача и 16 гола в А група. След като преминава в „Левски“, той прави няколко слаби мача, но с течение на времето се доказва и се превръща в един от най-добрите нападатели в историята на футболен клуб „Левски (София)“.
Георги Иванов допринася изключително много за трите поредни шампионски титли на „Левски“ през 2000, 2001 и 2002 г., както и за титлите през сезоните 2005/06, 2006/07 и 2008/09. Носител е на Купата на България за 1998, 2000, 2002 и 2007 година (през сезон 2006/07 той е в „Левски“ само през есента). Заема трето място във вечната ранглиста на „Левски (София)“ по голове в европейските клубни турнири с 16 попадения. Той е избран за футболист на България в две поредни години – 2000 и 2001 и става голмайстор на българското първенство през сезон 2000/01 с 21 отбелязани гола.
За повече от 10 години Георги Иванов става най-резултатният футболист във вечното дерби на България между „Левски“ и ЦСКА. До края на 2008 г. има отбелязани 15 гола във вратата на ЦСКА (с което подобрява рекорда на Наско Сираков – 14), 11 от които са за първенство и 4 за Националната купа и Суперкупата на България. Разписва се в едни от най-важните мачове през годините, включително и на финала за купата на България през 1998 г. срещу ЦСКА. Тогава „червените“, които празнуват 50-годишен юбилей, губят финала с 5:0. Автор е и на така наречения „кървав гол“ през 2000 година срещу ЦСКА на стадион „Георги Аспарухов“, след като отбелязва победния гол в 93-тата минута с окървавена и бинтована глава. В периода 1997 – 2001 година „Левски“ побеждава ЦСКА, само когато Гонзо вкарва. Освен това, когато той е отбелязвал срещу ЦСКА, „Левски“ никога не е губил мача. За „сините“ той има 181 мача и 105 гола в А група и се нарежда на 4-то място във вечната ранглиста на голмайсторите на клуба (до 09.05.2009 година).
За националния отбор Георги Иванов има 33 мача и 4 гола.
В средата на 2002 г. Гонзо е продаден на френския ФК „Стад Рене“ за 4,1 млн. долара, а след не особено успешен период там преминава в турския „Самсунспор“, като се връща при „сините“ под наем за един сезон – 2003/04. До края на януари 2006 г. Георги Иванов играе в турския клуб „Газиантепспор“. От началото на февруари 2006 г. Гонзо е отново играч на „Левски“, с когото участва в Шампионската лига преди да премине в хърватския ХНК „Риека“ за 130 000 евро през януари 2007. На 22 юни 2008 г. подписва отново с клуба „Левски“ (София).
През сезон 2008/09 Георги Иванов има 12 гола в 22 мача и допринася много за първото място на „Левски“ в A група. Като цяло сезонът за него е изпълнен със спадове и възходи, въпреки това той отново се утвърждава като лидер и голмайстор за „Левски“. В някои от мачовете играе с маска на лицето заради счупена скула, след което къса мускул на прасеца. В крайна сметка пътува за Барселона, за да се подложи на операция. Това изкарва синята 9-ка за 4 – 5 месеца от игра и той пропуска мачовете на „Левски“ до края на сезона.

## Треньорска кариера
След края на сезон 2008/09 се отказва от футбола. Назначен е за спортен директор в „Левски“.
От септември 2009 г. е треньор на ПФК „Левски“ (София) в тандем с Антони Здравков. В началото на сезон 2011/12 се завръща начело на „Левски“, където е треньор до 2 ноември 2011 г.
След напускането на Николай Костов, през март 2012 г. става старши треньор на „Левски“ за втори път, но води отбора само два мача. На 5 април напуска поста старши треньор и спортен директор в „Левски“.
На 10 октомври 2012 г. Гонзо е представен на пресконференция в родния си ПФК Локомотив (Пловдив) като старши треньор, но напуска след по-малко от 24 часа заради финансови разминавания с ръководството на клуба.
На 17 декември 2012 г. подписва договор за 2 години с ПФК „Черно море (Варна)“. Официално е представен пред отбора на 9 януари 2013 г.
През 2016 г. отново се завръща като треньор на „Черно море (Варна)“. На 21 септември 2017 г. поради лоши резултати напуска клуба.
През 2019 г. е назначен за спортно-технически директор на „Локомотив (Пловдив)“. На 7 декември 2021 г. напуска поста си на спортно-технически директор в „Локомотив (Пловдив)“, заради неразбирателство със собственика на клуба Христо Крушарски.
През 2022 г. е официално утвърден за технически директор на Българския футболен съюз.

## Статистика по сезони
| Отбор                     | Сезон       | Шампионат | Шампионат | Нац. купа | Нац. купа | Евротурнири | Евротурнири | Общо | Общо |
| Отбор                     | Сезон       | М         | Г         | М         | Г         | М           | Г           | М    | Г    |
| ------------------------- | ----------- | --------- | --------- | --------- | --------- | ----------- | ----------- | ---- | ---- |
| Локомотив (Пловдив)       | 1992/93     | 6         | 0         | –         | –         | –           | -           | 6    | 0    |
| Локомотив (Пловдив)       | 1993/94     | 12        | 2         | –         | –         | 1           | -           | 12   | 3    |
| Локомотив (Пловдив)       | 1994/95     | 10        | 1         | –         | –         | –           | -           | 10   | 5    |
| Локомотив (Пловдив)       | 1995/96     | 12        | 3         | –         | –         | –           | -           | 12   | 7    |
| Локомотив (Пловдив)       | 1996/97     | 24        | 10        | –         | –         | –           | -           | 24   | 10   |
| Левски (София)            | 1997/98     | 23        | 10        | 5         | 1         | 2           | 1           | 30   | 12   |
| Левски (София)            | 1998/99     | 26        | 13        | 2         | 1         | 3           | 2           | 31   | 16   |
| Левски (София)            | 1999/00     | 23        | 12        | 5         | 6         | 5           | 0           | 33   | 18   |
| Левски (София)            | 2000/01     | 24        | 22        | 4         | 2         | 4           | 3           | 32   | 27   |
| Левски (София)            | 2001/02     | 19        | 13        | 2         | 1         | 5           | 4           | 26   | 18   |
| ФК Щад Рен                | 2002/03     | 13        | 0         | –         | –         | –           | -           | 13   | 0    |
| Левски (София)            | 2003/04     | 21        | 9         | 0         | 0         | 7           | 6           | 28   | 15   |
| Самсунспор (Самсун)       | 2004/05     | 26        | 3         | –         | –         | –           | -           | 26   | 3    |
| Самсунспор (Самсун)       | 2005/06     | 3         | 1         | –         | –         | –           | -           | 3    | 1    |
| Газиентепспор (Газиентеп) | 2005/06     | 13        | 1         | –         | –         | –           | -           | 13   | 1    |
| Левски (София)            | 2005/06     | 11        | 5         | 1         | 1         | 0           | 0           | 12   | 6    |
| Левски (София)            | 2006/07     | 12        | 9         | 2         | 1         | 4           | 0           | 18   | 10   |
| ХНК Риека                 | 2006/07     | 13        | 4         | –         | –         | –           | -           | 13   | 4    |
| ХНК Риека                 | 2007/08     | 21        | 2         | –         | –         | –           | -           | 21   | 2    |
| Левски (София)            | 2008/09     | 23        | 12        | 2         | 1         | 4           | 0           | 23   | 13   |
| Общо                      | 1992 – 2009 | 319       | 141       | 23        | 14        | 34          | 16          | 386  | 162  |

## Успехи

### Отборни
Левски (София)
- А група (6): 1999/2000, 2000/01, 2001/02, 2005/06, 2006/07, 2008/09
- Купа на България (4): 1998, 2000, 2002, 2007

### Индивидуални
- Голмайстор на А група (1): 2001 (21 гола)